# Henry L. Muldrow

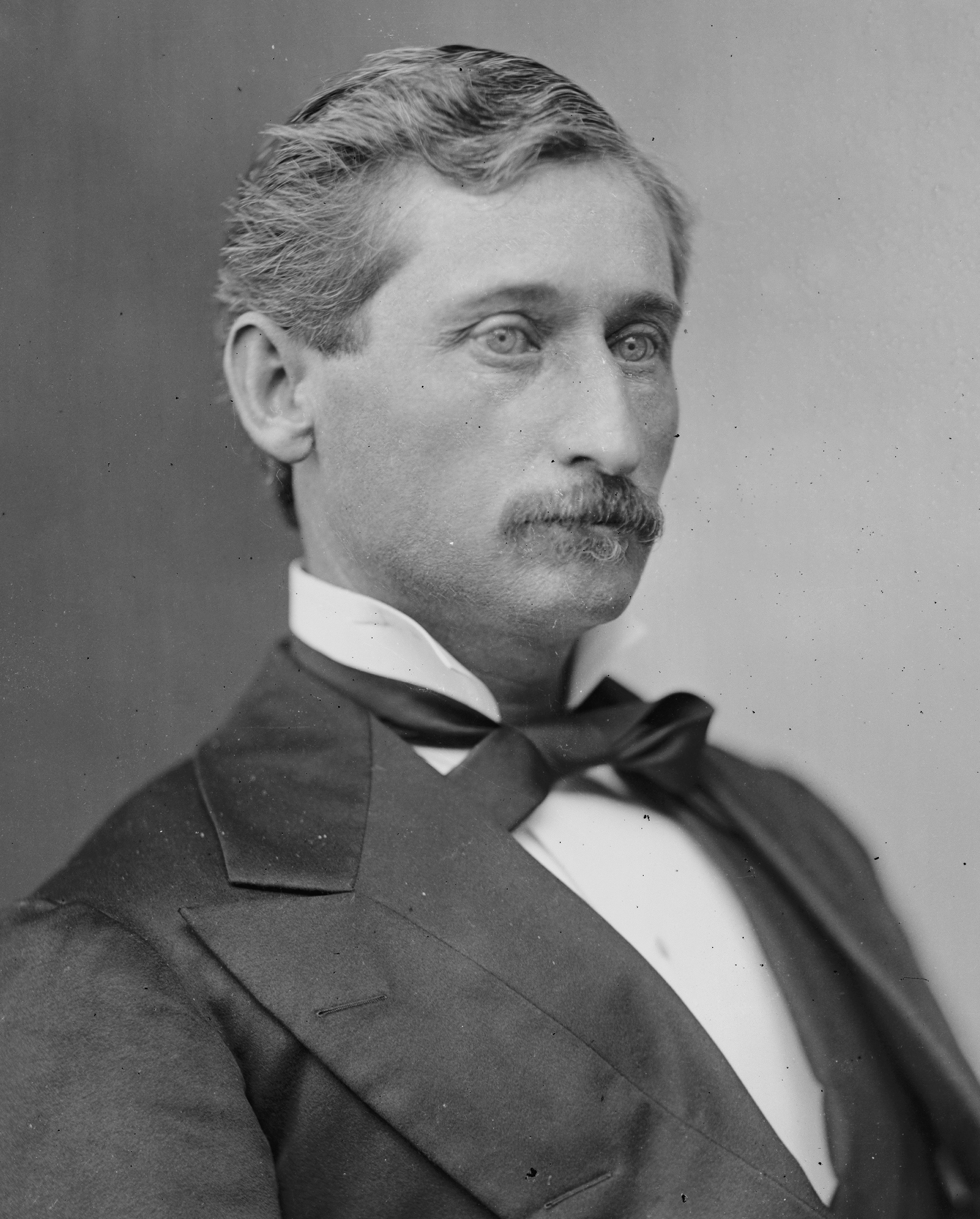
Henry L. Muldrow

Henry Lowndes Muldrow (* 8. Februar 1837 bei Tibbes Station, Clay County, Mississippi; † 1. März 1905 in Starkville, Mississippi) war ein US-amerikanischer Politiker. Zwischen 1877 und 1885 vertrat er den ersten Wahlbezirk des Bundesstaates Mississippi im US-Repräsentantenhaus.

## Werdegang
Henry Muldrow absolvierte im Jahr 1857 die University of Mississippi in Oxford. Nach einem Jurastudium an derselben Universität und seiner 1859 erfolgten Zulassung als Rechtsanwalt begann er in Starkville in seinem neuen Beruf zu arbeiten. Während des Bürgerkrieges stieg er in der Armee der Konföderierten Staaten vom einfachen Soldaten bis zum Oberst der Kavallerie auf. Nach dem Krieg war Muldrow zwischen 1869 und 1871 Bezirksstaatsanwalt im sechsten juristischen Bezirk von Mississippi. Als Mitglied der Demokratischen Partei wurde er 1875 in das Repräsentantenhaus von Mississippi gewählt. Von 1876 bis 1898 war Muldrow auch Kurator der University of Mississippi.
1876 wurde Muldrow in das US-Repräsentantenhaus in Washington, D.C. gewählt. wo er am 4. März 1877 die Nachfolge von Lucius Lamar antrat, der in den US-Senat wechselte. Nach drei Wiederwahlen konnte Muldrow bis zum 3. März 1885 insgesamt vier Legislaturperioden im Kongress absolvieren. Zwischen 1879 und 1881 war er Vorsitzender des Ausschusses zur Verwaltung der US-Territorien. Außerdem gehörte er dem Ausschuss an, der sich mit privaten Landansprüchen befasste.
Nach seiner Zeit im Kongress war Muldrow während der ersten Amtszeit von Präsident Grover Cleveland zwischen 1885 und 1889 erster stellvertretender Innenminister der Vereinigten Staaten. Danach arbeitete er wieder als Rechtsanwalt in Starkville. Im Jahr 1890 war er Delegierter auf einer Versammlung zur Überarbeitung der Staatsverfassung von Mississippi. Von 1899 bis 1905 war er Kanzler (Chancellor) im ersten Distrikt von Mississippi. Henry Muldrow starb am 1. März 1905 in Starkville und wurde dort auch beigesetzt.